# Филармонический оркестр Осло
Филармонический оркестр Осло (норв. Oslo-Filharmonien) — симфонический оркестр, базирующийся в Осло и с 1977 года использующий в качестве основной концертной площадки Концертный зал Осло.

## История оркестра
Предшественником современного оркестра был оркестр Музыкального общества Христиании (норв. Christiania Musikerforening), созданный в 1879 году по инициативе Эдварда Грига и Юхана Свенсена, выступавший совместно с оркестром театра Христиании. Первыми дирижёрами оркестра среди прочих были Уле Ульсен и Ивер Холтер, причём последний добился в 1889 году муниципальной поддержки для коллектива.
После открытия в 1899 году Национального театра оркестр стал сопровождать его спектакли, а также давать собственные концерты под управлением Юхана Хальворсена. Тем не менее, в 1919 году оркестр из-за конфликта с администрацией театра вышел из его состава и перешёл на частное финансирование под названием «Оркестр филармонической компании» (норв. Filharmonisk Selskaps Orkester) и под руководством Георга Шнеефойгта 27 сентября 1919 года дал свой первый концерт в новом качестве, что считается датой основания оркестра. Довольно быстро оркестр получил поддержку таких маститых музыкантов, как Ева Кнардаль, Артур Никиш, Карл Флеш, Сергей Кусевицкий и Бруно Вальтер, а его руководителем стал Исай Добровейн, покинувший пост в 1931 году. Тем не менее, вскоре у оркестра начались финансовые затруднения, частично разрешённые подписанием контракта с Норвежской радиовещательной корпорацией в 1925 году.
В 1979 году оркестр, сменивший название на нынешнее, возглавил Марис Янсонс, увеличивший известность оркестра заграничными гастролями и записями симфоний Чайковского, а также произведений Бартока, принесших оркестру ряд международных премий.

## Музыкальные руководители оркестра
- 1919—1920 — Юхан Хальворсен
- 1919—1921 — Игнац Ноймарк
- 1919—1921 — Георг Шнеефойгт
- 1921—1927 — Хосе Айбеншютц
- 1927—1931 — Исай Добровейн
- 1931—1933 — Одд Грюнер-Хегге
- 1931—1945 — Улаф Хьелланн
- 1945—1962 — Одд Грюнер-Хегге
- 1962—1968 — Герберт Бломстедт
- 1962—1969 — Эйвин Фьелдстад
- 1969—1975 — Мильтиадес Каридис
- 1975—1979 — Окко Каму
- 1979—2002 — Марис Янсонс
- 2002—2006 — Андре Превин
- 2006—2013 — Юкка-Пекка Сарасте
- 2013—2020 — Василий Петренко
- с 2020 — Клаус Мякеля[4]